# Битва за Ташань

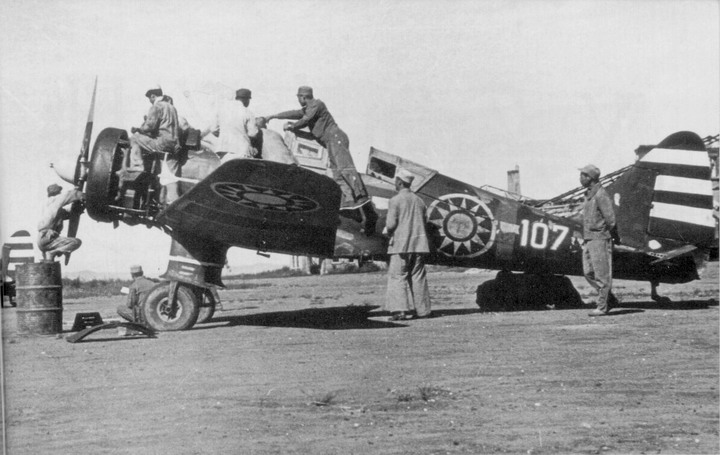
Солдаты ВВС РК обслуживают военный самолет.

Битва за Ташань (10-15 октября 1948) — один из этапов Ляошэньского сражения во время Гражданской войны в Китае. В китайской историографии также известная как Сдерживающее сражение под Ташанью (кит. упр. 塔山阻击战).

## Предыстория
Ташань находится в том месте, где обычная и железная дороги, идущие от Цзиньчжоу на юго-запад через Гаоцяо к Цзиньси вдоль берега Бохайского залива, пересекают небольшую (30 м шириной) речку Иньмахэ. Чтобы гоминьдановские войска из северного Китая не смогли прийти на помощь гарнизону Цзиньчжоу, как это бывало во время атаки на Цзиньчжоу осенью 1947 года, Линь Бяо направил сюда 4-ю и 11-ю колонны с приказом «Стоять насмерть, но не пропустить врага!». Для войск Северо-восточной народно-освободительной армии задача была весьма необычной: выросшие из партизанских соединений войска привыкли к манёвренной войне, к тактике «бей и беги», к атаке из засад на неподготовленного врага, опыта позиционной войны они не имели. Однако среди бойцов оказались перешедшие на сторону коммунистов бывшие гоминьдановские солдаты, которые, узнав о поставленной задаче, стали обучать товарищей основам военно-полевой фортификации.
Грядущий фронт обороны от берега Бохайского залива до подножия горы Байтайшань составлял 8 километров; его заняли войска 4-й колонны. Войска 11-й колонны разместились в горном районе к северо-западу, чтобы не дать врагу возможности выполнить обход с фланга. Непосредственно у деревни Ташаньцунь возле железнодорожного моста через Иньмахэ разместилась 12-я дивизия 4-й колонны; её 34-й полк встал в самой деревне, 35-й полк — у горы Байтайшань, 36-й полк — между ними, у деревушки Фаньцзятунь вверх по течению Иньмахэ.

## Ход событий
6 октября Чан Кайши приказал командующему 54-й армией Хоу Цзинжу выступить к Цзиньчжоу. В состав 54-й армии входили регулярные 8-я и 198-я дивизии, 57-я дивизия временного формирования, и 62-я дивизия временного формирования (изначально входила в состав Новой 6-й армии, но в начале 1948 года была разбита коммунистами и оттеснена на юго-запад, после чего передана в состав 54-й армии и отведена на отдых и пополнение); также Хоу Цзинжу получил в своё распоряжение 151-ю дивизию 62-й армии.
Утром 10 октября 62-я дивизия атаковала части коммунистов на полуострове Даюйшань и прижала их к морю. Затем, при поддержке артиллерии и авиации, гоминьдановские части начали атаку по всему фронту: 8-я дивизия наступала непосредственно на деревню Ташаньцунь, 62-я дивизия — на железнодорожный мост и селение Гаоцзятань, 151-я дивизия — на находящиеся у горы Байтайшань деревню Люцзятунь и ручей Цюаньяньгоу. Целый день прошёл в яростных боях, однако добиться успеха гоминьдановцам не удалось, а к вечеру коммунистам удалось отбить полуостров Даюйшань. За первый день боёв потери гоминьдановцев убитыми и ранеными составили более 1100 человек, коммунисты потеряли 319 человек.
11 октября гоминьдановцы нанесли концентрированный удар четырьмя дивизиями: 8-я дивизия ударила на Ташаньцунь с фронта, 62-я дивизия наступала на железнодорожный мост чтобы выйти на Ташаньцунь с фланга, две дивизии 62-й армии по-прежнему атаковали гору Байтайшань. Коммунистам опять удалось удержать линию фронта. Потери гоминьдановцев за второй день боёв составили более 1300 человек, коммунистов — 563 человека.
12 октября наступила пауза в боях. Гоминьдановцы подтянули свежие силы, коммунисты осуществляли перегруппировку и укрепляли оборонительные позиции.
13 октября гоминьдановские 8-я дивизия 54-й армии и отдельная 95-я дивизия атаковали железнодорожный мост и селение Гаоцзятань. Этот день стал самым напряжённым днём боёв за Ташань. Гоминьдановцы атаковали волна за волной, но опять не смогли прорвать фронта. За день боёв гоминьдановские войска потеряли убитыми, ранеными и пленными 1245 человек, коммунисты — 1048 человек.
14 октября отдельная 95-я дивизия опять попыталась прорваться к Ташани, но коммунистам опять удалось удержать линию фронта. За два дня боёв 95-я дивизия понесла тяжёлые потери, её боеспособность серьёзно упала. Тем временем с северо-востока доносилась канонада: коммунисты успешно штурмовали окружённый Цзиньчжоу.
15 октября опять наступила пауза в боевых действиях, а к вечеру стало известно о падении Цзиньчжоу.

## Итоги и последствия
Остановка гоминьдановских войск под Ташанью не дала им возможности деблокировать Цзиньчжоу, а после падения Цзиньчжоу в ловушке оказались все гоминьдановские войска в Северо-Восточном Китае, впоследствии уничтоженные в ходе Ляошэньского сражения. Истощённые в боях под Ташанью гоминьдановские войска впоследствии, когда после зачистки Маньчжурии коммунисты сосредоточили здесь всю Северо-Восточную народно-освободительную армию, не смогли остановить противника, перешедшего в стратегическое наступление.